# Bill Eppridge
Bill Eppridge, właśc. Guillermo Alfredo Eduardo Eppridge (ur. 20 marca 1938 w Buenos Aires, zm. 3 października 2013 w Danbury) – amerykański fotograf.

## Życiorys
Był drugim z trojga dzieci swoich rodziców. W 1960 na Uniwersytecie Missouri otrzymał tytuł licencjata w dziennikarstwie, po czym zaczął pracować dla National Geographic. Do sfotografowanych przez niego osób należą Alan Alda, Gene Hackman, Raquel Welch. W 1968 zrobił zdjęcie ciężko rannemu Robertowi Kennedy'emu dla czasopisma Life.